# Раусе, Олита
Олита Раусе (латыш. Olita Rause; род. 21 ноября 1962, Латвия) — латвийская шахматистка, международный мастер (1995), международный гроссмейстер среди женщин (1993), международный гроссмейстер по переписке (1999).

## Карьера шахматистки
Олита Раусе завоевала три серебряные медали на чемпионатах Латвии по шахматам среди женщин — в 1981 году (в турнире победила Астра Голдмане), в 1984 году (в турнире победила Анда Шафранска) и 1994 году (проиграла в дополнительном матче Анде Шафранской) — 1,5:2,5). В 1986 году Олита Раусе играла за сборную Латвии на командном чемпионате СССР по шахматам на второй доске в Минске.
Олита Раусе также представляла Латвию на 31 Всемирной женской шахматной олимпиаде (1994) в Москве на второй доске (+4, =3, −4).
Олита Раусе также была одной из сильнейших шахматисток в мире в игре по переписке. Она побеждала в розыгрыше VI Кубка Мира ИКЧФ. В 2003 году достигла рекордного уровня рейтинга в шахматах по переписке — 2723, и была 8-й по рейтингу среди всех игроков и лучшей среди женщин.

## Личная жизнь
Олита Раусе получила ученую степень магистра филологии в Латвийском университете. С декабря 2001 года до февраля 2017 года работала в Риге главным редактором издательства «Jānis Roze». Была замужем за гроссмейстером Игорем Раусисом, который взял фамилию жены (при рождении носил фамилию Кондылев).

## Изменения рейтинга
| Графики недоступны из-за технических проблем. См. информацию на Фабрикаторе и на mediawiki.org. |